# Great Bookham

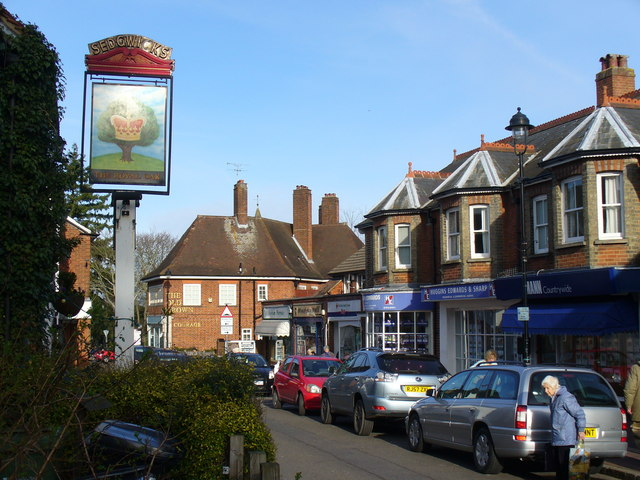
High Street.

Great Bookham est un village du comté de Surrey, en Angleterre, situé dans le district de la vallée de la Mole entre Leatherhead et Guildford.

## Personnalités
- George Binney (1900-1972), explorateur, y est né ;
- Le bassiste de Pink Floyd, Roger Waters, y est né en 1943.